# OZNA
La Odeljenje za Zaštitu Naroda (in cirillico Одељење за заштиту нaрода; in sloveno Oddelek za Zaščito NAroda), in sigla OZNA (ОЗНА) era il Dipartimento per la Protezione del Popolo, parte dei servizi segreti militari jugoslavi. Era organizzata in quattro dipartimenti, cui più tardi se ne aggiunse un quinto:
- spionaggio, diretta da Maks Baće Milić
- controspionaggio, diretta da Pavle Pekić
- sicurezza militare, diretta da Jeftimije (o Jefto) Sasić
- tecnica/statistica, diretta da Mijat Vuletić

Il quinto comprendeva il controspionaggio contro le reti straniere in Jugoslavia, ma fu assorbita nel 1946 dal secondo, quando questo divenne indipendente come controspionaggio esclusivamente militare.
Fu organizzata da Tito e Milovan Đilas, nei cui scritti si trova
Tito organizzò anche una forza di polizia segreta, l'Amministrazione di Sicurezza dello Stato (Uprava državne bezbednosti/sigurnosti/varnosti, UDBA). Sia l'UDBA sia l'OZNA furono incaricati, tra le altre cose, di ricercare, imprigionare e processare un largo numero di collaborazionisti. Essi inclusero anche preti cattolici, a causa del coinvolgimento del clero cattolico croato con il regime ustascia durante la guerra.
Tra le vittime dell'OZNA il generale Draža Mihailović che il 13 marzo 1946 venne catturato e quindi fucilato il 18 luglio.